# Otto Carius
Otto Carius (Zweibrücken, 1922. május 27. – Herschweiler-Pettersheim, 2015. január 24.) a második világháború német páncélos ászainak, a legsikeresebb harckocsizóknak egyike. 150-nél több igazolt kilövésével a második legeredményesebb páncélos, a Panzerkampfabzeichen – páncélos harcjelvény – kitüntetés legmagasabb fokozatának, az 5. szintű Panzerkampfabzeichen mit Einsatzzahl 100-nak tulajdonosa, amelyet összesen hárman kaptak meg.

## Katonai pályája
Az általános iskolát és a gimnáziumot Zweibrückenben – Herzog-Wolfgang-Gymnasium – végezte, de 1940-es érettségijét már Neustadtban szerezte meg, ahová Zweibrücken evakuálását követően költözött. Még ugyanebben az évben a Wehrmacht önkéntese, első szolgálati helye Posen, alakulata a 104. gyalogos tartalékzászlóalj.
1941. június 22-én került harcoló alakulathoz, a 20. páncélos hadosztály egyik Panzer 38(t) típusú harckocsijában töltőként szolgált. 1942-ben tisztképzőbe küldték, amelynek elvégzése után szakaszvezetői rangban a 21. páncélosezred 1. osztályának vezetője lett. 1943 júniusában a 217-es toronyszámú Tigris harckocsit kapta, egyben áthelyezték az 502. nehézpáncélos osztályba, ahol a második század parancsnoka a leningrádi fronton. 1944 júliusában súlyosan megsérült, combtörése mellett egy szovjet katona pisztollyal hátulról átlőtte a nyakát, amely toroksérülést eredményezett. 1945 tavaszán a nyugati fronton harcolt, ahol a Ruhr-katlan védelmében vett részt az 512. páncélvadász osztály kötelékében egy Jagdtigerrel. Az általa vezetett második század 1945. április 15-én harc nélkül szüntette be az ellenállást, április 18-án ismét megsebesült és az amerikai hadsereg fogságába esett. 1945 decemberében szabadult a hadifogságból.

## A második világháború után
Szabadulása után Herschweiler-Pettersheimben telepedett le, ahol patikát nyitott. A patika neve „Tiger Apotheke” lett. 1960-ban önéletrajzi könyvet írt Tiger im Schlamm (Tigrisek a sárban) címmel. A könyv 2015-ben magyarul is megjelent a Kard és Penna Kiadó gondozásában. 2015 januárjában rövid lefolyású súlyos betegség után hunyt el.

## Visszaemlékezései magyarul
- Tigrisek a sárban. Az 502. nehézpáncélos-osztály 2. százada Narvánál és Dünaburgnál; ford. Kőrös László; B.H.N. Kft., Sopron, 2015